# Essai sur les privilèges
L'Essai sur les privilèges est un pamphlet publié par l'abbé Sieyès en 1788, attaquant les privilèges. 

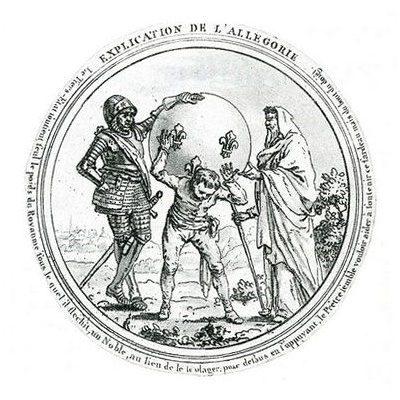
Le Tiers-État soutient le poids du Royaume, gravure de 1789

## Résumé
La principale cible du pamphlétaire est la noblesse, c'est-à-dire les privilèges héréditaires. Partant de la théorie politique, Siéyès, montre l'inutilité fonctionnelle d'une classe de privilégiés, la seule récompense possible pour des serviteurs de la chose publique n'étant qu'un traitement temporaire et limité. La noblesse est un corps intermédiaire qui fait écran entre l'autorité commune et le citoyen; elle est une nation dans la nation, et manifeste ce qu'elle croit une différence d'essence d'avec le peuple par une exclusion volontaire du corps social, dont le château de campagne est la manifestation géographique.
La question économique occupe une place importante de la démonstration. Inutile, la noblesse est en plus un poids pour l'économie française. Elle cultive un mépris des métiers, pourtant seuls propres à assurer la richesse de la nation, et détourne cette dernière à des dépenses somptuaires. Ne produisant rien par eux-mêmes, les privilégiés dépensent toute leur énergie dans une « mendicité » devenue mendicité d’État. Et bien-sûr à renforcer par la manigance ce système de privilèges. 
La question des privilèges de l’Église n'est qu'effleurée avec le monachisme.

### Éditions en ligne
- Essai Sur Les Privilèges, 1788, fac-similé, sur Gallica.
- Essai Sur Les Privilèges, 1822, sur Les Classiques des sciences sociales.
- Essai Sur Les Privilèges , audiolivre, 57 min, sans les notes.